# 山下幸輝 (野球)
山下 幸輝（やました こうき、1993年1月31日 - ）は、千葉県君津市出身の元プロ野球選手（内野手）・コーチ。右投左打。

## 経歴

### プロ入り前
小学生時代に野球を始め、中学校在学中にシニアリーグでプレー。シニアリーグ時代のチームメイトには眞下貴之がいた。
関東第一高等学校進学後は1年秋から1番セカンドでレギュラーに定着。3年時の夏に東東京大会で準決勝で板山祐太郎ら擁する成立学園高校、決勝で三ツ俣大樹擁する修徳高校に勝利し、第92回全国高等学校野球選手権大会へ出場。初戦の佐野日大高校戦では4打数3安打、2回戦の遊学館高校には1本塁打含む5打数2安打2打点、重信慎之介ら擁する早稲田実業高校との試合でも2試合連続本塁打を放ち、ベスト8進出に大きく貢献した。準々決勝の成田高校戦でも2安打を放ったが敗れた。甲子園通算、4試合、打率.563（16打数9安打）2本塁打4打点、1盗塁。
高校からの卒業後に國學院大學へ進学すると、1年時の春から正三塁手の座を確保する。1年秋から2季は2部リーグでプレーし、4年時には主将を務めた。東都大学野球では、三塁手として4年時の春季リーグ戦で後にチームメイトとなる山﨑康晃からサヨナラ満塁本塁打を放つなど活躍を見せ、ベストナインを受賞した。1部リーグ通算、75試合出場、277打数69安打、4本塁打、22打点、打率.249。
2014年10月23日に行われたドラフト会議で、横浜DeNAベイスターズから5位指名を受け、契約金3500万円、年俸840万円（金額は推定）という条件で入団した。背番号は38。

### DeNA時代

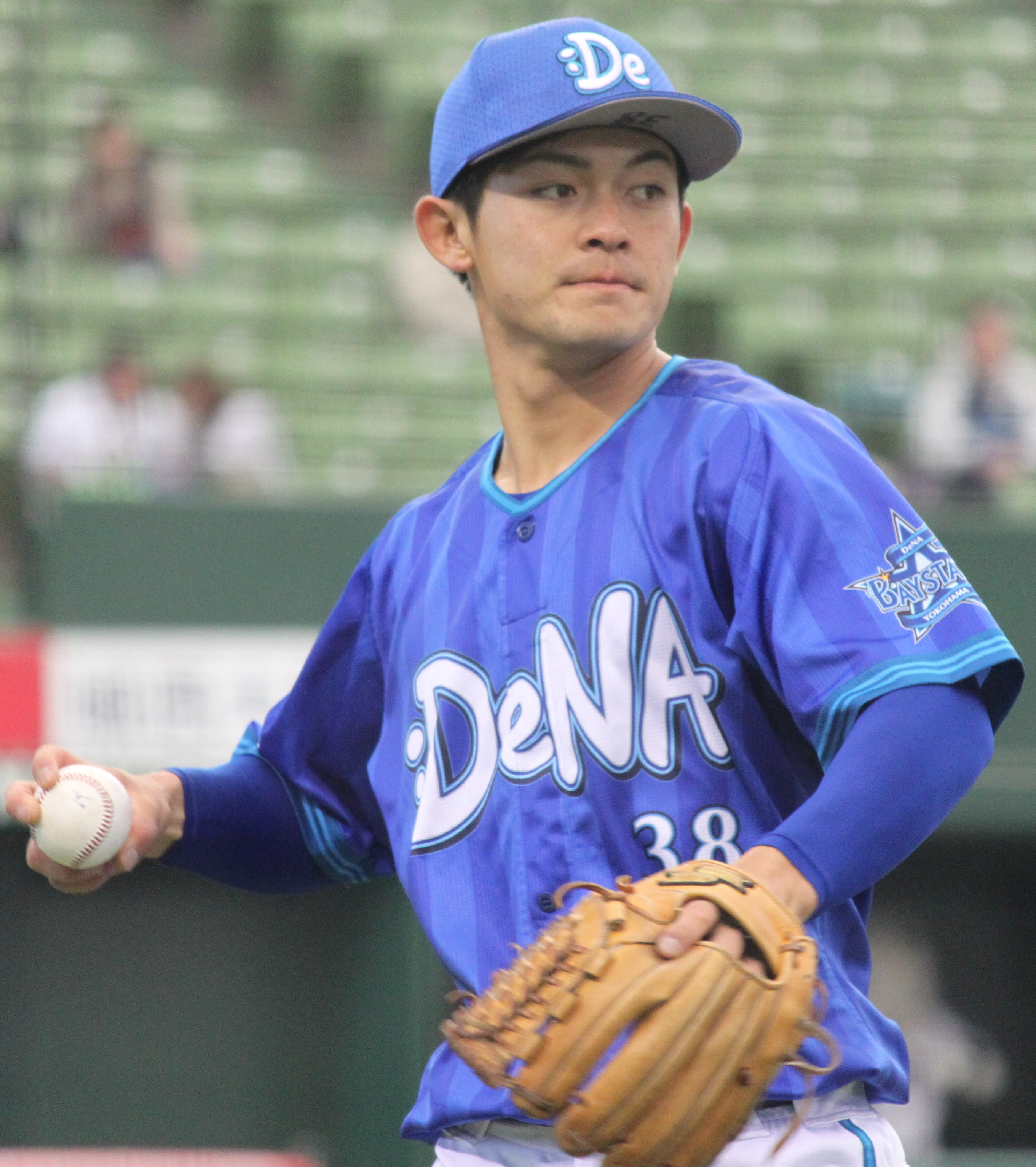
現役時代 2015年3月22日、西武プリンスドームにて

2015年は、新人選手では倉本寿彦と共に春季キャンプを一軍でスタート。公式戦の開幕も倉本と共に一軍で迎えた。3月27日の読売ジャイアンツ戦（東京ドーム）で、7回表に後藤武敏 G.の代走として一軍公式戦デビュー。同29日の同カードでは代打で初打席を迎えたが、4月1日に出場選手登録を抹消された。7月28日の対巨人戦（松山坊ちゃんスタジアム）では、三塁手として7回裏の守備から出場。8回表の打席で高木京介から一軍初安打を放つと、9回表二死二塁で迎えた第2打席では香月良太からの適時打で一軍初打点を記録した。8月の一軍公式戦では、二塁手として7試合でスタメンに起用された。最終的には一軍公式戦に23試合に出場し、打率.238で2打点を記録。シーズンの終盤からは、フェニックス・リーグを経て台湾で開催のウインターリーグに参加した。
2016年は、前年に続いて開幕から一軍に登録された。7月14日のフレッシュオールスターゲーム（倉敷マスカットスタジアム）に、イースタン・リーグ選抜の「7番・三塁手」としてスタメンで初出場。3打数1安打1得点という成績を残した。一軍はレギュラーシーズン3位でクライマックスシリーズ（CS）に初めて進出したが、出場機会はなかった。レギュラーシーズン全体では、2度の登録抹消をはさみながらも、一軍公式戦62試合に出場。通算打率は.224ながら、代打では26試合に起用され、代打打率.400を記録するなど勝負強さを発揮した。レギュラーシーズンの終了直後から、フェニックス・リーグと第1回WBSC U-23ワールドカップへ参加した。日本代表の一員として出場したワールドカップでは、全試合に「5番・三塁手」としてスタメンに起用。日本代表の優勝に貢献した。
2017年は、4月上旬から一軍公式戦21試合に出場。通算打率が.143（21打数3安打）にとどり、内野の守備で送球ミスが目立つなど、過去2年ほどには活躍できなかった。一軍がレギュラーシーズン3位から進出したCSや日本シリーズへ出場せず、前年に続いてフェニックス・リーグへ参加した。
2018年は、一軍でのレギュラーシーズン開幕3日目の3月31日にシーズン初の出場選手登録を果たしたが、出場機会がないまま4月5日に登録を抹消された。イースタン・リーグ公式戦では5月下旬までに37試合の出場で打率.333、3本塁打という好成績を残し、5月31日に再び登録されると同日の対東北楽天ゴールデンイーグルス戦（横浜）9回表から二塁手として出場。同点の10回裏二死二塁で一軍公式戦のシーズン初打席を迎えると、松井裕樹から適時打を放ち、チームをサヨナラ勝利に導いた。
2019年は、二軍でチーム最多の91試合に出場したが、シーズン終了まで一軍昇格は無くプロ入り初の一軍出場無しに終わった。
2020年は、7月に昇格を果たすと主に代打の場面で起用され、一時は打率.417を記録する程好調だった。最終的には8月後半から調子を落として43打数9安打、打率.209、1打点という成績に終わった。その後、12月15日に背番号を38から66に変更することが発表された。
2021年は、開幕直後の4月16日に一軍昇格を果たす。前年同様代打の場面を中心に起用され、昇格当初は結果を残していたものの交流戦頃から調子を落としてしまい、後半戦は一軍への昇格が無かった。最終的には、46試合の出場で打率.200、4打点の成績でシーズンを終えた。シーズン終了後の契約更改では球団からベンチワークを評価され、330万円増の推定年俸1380万円でサインした。
2022年は、主に代打として起用されるも、12試合の出場で1安打の結果に終わり、10月16日に戦力外通告を受けた。19日に現役引退を表明した。

### 現役引退後
引退後は株式会社NineEdgeに入社。ビジネスディベロップメント（事業開発）、ForceSenseエヴァンジェリスト（専門人材）として活動している。
2024年2月5日、この年からウエスタン・リーグに参加する新球団・くふうハヤテベンチャーズ静岡の守備走塁コーチに就任することが発表された。

## 選手としての特徴・人物
バットを振り抜く強い打球が特徴。広い守備範囲と強肩の内野手としての評価も高い。50m走のタイム6秒1、遠投120mを記録。
7歳上の兄・和輝も志学館高等部で野球部に所属していた。ポジションは捕手で、当時まだ投手だった金子圭輔とバッテリーを組んでいた。
実母は42歳の時に、当時小学6年生だった幸輝の応援へ出向いていたグラウンドでクモ膜下出血によって卒倒。そのまま息を引き取った。このため、幸輝は実母が急逝した42歳までプロ野球選手としてプレーを続けることを目標に掲げていた。
大学時代に寮でゴキブリをペットボトルに入れ飼育していたことから、「ムシキング」と言う愛称で親しまれているが、DeNA入団後の2017年1月に参加したトークショーでは、「どのような昆虫にも触れるだけであって、『ムシキング』と言われるほど（虫を）好きではない。強いて言うならカマキリが好きだが、（前年に参加した）U-23ワールドカップでは、現地（メキシコ）に虫が多くて大変だった」と打ち明けている。
DeNA入団後の2018年には、対楽天戦の延長10回裏にサヨナラ安打（前述）を放った際に、一塁を回った時点で号泣した。試合後に「勇者の遺伝子」が流れてからも、チームメイトの戸柱恭孝に抱きしめられながら泣き続けた。その後に臨んだヒーローインタビューでは、「今まで（チーム）に迷惑をかけてきたので打てて良かったです。前年（2017年）は（イップスのような症状に陥ったこともあって）すごく辛かったので、『今年はやるぞ』『一軍で絶対ヒーローになってやろう』という気持ちで打席に立ちました。また、チームを勝たせられるように頑張りたいです」と涙ながらに語った。ちなみに、野球人生で涙を流したのは、大学4年時の東都大学リーグ・対亜細亜大学戦で山﨑からサヨナラ満塁本塁打を放って以来という。
前述の「大学時代にゴキブリをペットボトルに入れて飼育していた」の他にも「ベイスターズファンのタクシーの運転手に本人と気づかず、『山下はダメだ』と言われた」などSluggerの選手名鑑の寸評に書かれるなど何かと話題性のある選手でもあった。

## 詳細情報

### 年度別打撃成績
| 年 度     | 球 団     | 試 合 | 打 席 | 打 数 | 得 点 | 安 打 | 二 塁 打 | 三 塁 打 | 本 塁 打 | 塁 打 | 打 点 | 盗 塁 | 盗 塁 死 | 犠 打 | 犠 飛 | 四 球 | 敬 遠 | 死 球 | 三 振 | 併 殺 打 | 打 率 | 出 塁 率 | 長 打 率 | O P S |
| --------- | --------- | ----- | ----- | ----- | ----- | ----- | -------- | -------- | -------- | ----- | ----- | ----- | -------- | ----- | ----- | ----- | ----- | ----- | ----- | -------- | ----- | -------- | -------- | ----- |
| 2015      | DeNA      | 23    | 43    | 42    | 2     | 10    | 2        | 0        | 0        | 12    | 2     | 0     | 1        | 1     | 0     | 0     | 0     | 0     | 12    | 0        | .238  | .238     | .286     | .524  |
| 2016      | DeNA      | 62    | 100   | 98    | 11    | 22    | 2        | 1        | 0        | 26    | 7     | 3     | 1        | 0     | 1     | 1     | 0     | 0     | 18    | 1        | .224  | .230     | .265     | .495  |
| 2017      | DeNA      | 21    | 21    | 21    | 3     | 3     | 2        | 0        | 0        | 5     | 0     | 0     | 0        | 0     | 0     | 0     | 0     | 0     | 6     | 0        | .143  | .143     | .238     | .381  |
| 2018      | DeNA      | 21    | 65    | 63    | 3     | 14    | 2        | 0        | 1        | 19    | 3     | 1     | 0        | 2     | 0     | 0     | 0     | 0     | 13    | 1        | .222  | .222     | .302     | .524  |
| 2020      | DeNA      | 39    | 46    | 43    | 2     | 9     | 2        | 0        | 0        | 11    | 1     | 0     | 0        | 0     | 0     | 3     | 0     | 0     | 7     | 1        | .209  | .261     | .256     | .517  |
| 2021      | DeNA      | 46    | 52    | 50    | 3     | 10    | 1        | 0        | 0        | 11    | 4     | 0     | 0        | 0     | 0     | 2     | 0     | 0     | 7     | 0        | .200  | .231     | .220     | .451  |
| 2022      | DeNA      | 12    | 12    | 12    | 1     | 1     | 0        | 0        | 0        | 1     | 1     | 0     | 0        | 0     | 0     | 0     | 0     | 0     | 3     | 0        | .083  | .083     | .083     | .167  |
| 通算：7年 | 通算：7年 | 224   | 339   | 329   | 25    | 69    | 11       | 1        | 1        | 85    | 18    | 4     | 2        | 3     | 1     | 6     | 0     | 0     | 66    | 3        | .210  | .223     | .258     | .482  |

### 年度別守備成績
内野守備
| 年 度 | 球 団 | 一塁  | 一塁  | 一塁  | 一塁  | 一塁  | 一塁     | 二塁  | 二塁  | 二塁  | 二塁  | 二塁  | 二塁     | 三塁  | 三塁  | 三塁  | 三塁  | 三塁  | 三塁     | 遊撃  | 遊撃  | 遊撃  | 遊撃  | 遊撃  | 遊撃     |
| 年 度 | 球 団 | 試 合 | 刺 殺 | 補 殺 | 失 策 | 併 殺 | 守 備 率 | 試 合 | 刺 殺 | 補 殺 | 失 策 | 併 殺 | 守 備 率 | 試 合 | 刺 殺 | 補 殺 | 失 策 | 併 殺 | 守 備 率 | 試 合 | 刺 殺 | 補 殺 | 失 策 | 併 殺 | 守 備 率 |
| ----- | ----- | ----- | ----- | ----- | ----- | ----- | -------- | ----- | ----- | ----- | ----- | ----- | -------- | ----- | ----- | ----- | ----- | ----- | -------- | ----- | ----- | ----- | ----- | ----- | -------- |
| 2015  | DeNA  | -     | -     | -     | -     | -     | -        | 17    | 28    | 33    | 1     | 4     | .984     | 2     | 0     | 0     | 1     | 0     | .000     | 1     | 0     | 0     | 0     | 0     | ----     |
| 2016  | DeNA  | 4     | 9     | 0     | 0     | 1     | 1.000    | 10    | 3     | 10    | 0     | 1     | 1.000    | 35    | 6     | 26    | 1     | 5     | .970     | 1     | 0     | 2     | 0     | 0     | 1.000    |
| 2017  | DeNA  | 1     | 1     | 0     | 0     | 0     | 1.000    | 5     | 4     | 6     | 0     | 3     | 1.000    | 9     | 2     | 2     | 2     | 0     | .667     | -     | -     | -     | -     | -     | -        |
| 2018  | DeNA  | -     | -     | -     | -     | -     | -        | 18    | 39    | 39    | 2     | 9     | .975     | 1     | 0     | 1     | 0     | 0     | 1.000    | -     | -     | -     | -     | -     | -        |
| 2020  | DeNA  | 5     | 18    | 0     | 0     | 2     | 1.000    | 3     | 5     | 3     | 0     | 2     | 1.000    | 2     | 0     | 0     | 0     | 0     | ----     | -     | -     | -     | -     | -     | -        |
| 2021  | DeNA  | 11    | 31    | 3     | 1     | 6     | .971     | 2     | 3     | 4     | 0     | 2     | 1.000    | -     | -     | -     | -     | -     | -        | -     | -     | -     | -     | -     | -        |
| 2022  | DeNA  | 3     | 4     | 2     | 0     | 1     | 1.000    | -     | -     | -     | -     | -     | -        | -     | -     | -     | -     | -     | -        | -     | -     | -     | -     | -     | -        |
| 通算  | 通算  | 24    | 63    | 5     | 1     | 10    | .986     | 55    | 82    | 95    | 3     | 21    | .983     | 49    | 8     | 29    | 4     | 5     | .902     | 2     | 0     | 2     | 0     | 0     | 1.000    |

外野守備
| 年 度 | 球 団 | 外野  | 外野  | 外野  | 外野  | 外野  | 外野     |
| 年 度 | 球 団 | 試 合 | 刺 殺 | 補 殺 | 失 策 | 併 殺 | 守 備 率 |
| ----- | ----- | ----- | ----- | ----- | ----- | ----- | -------- |
| 2017  | DeNA  | 1     | 0     | 0     | 0     | 0     | ----     |
| 通算  | 通算  | 1     | 0     | 0     | 0     | 0     | ----     |

### 表彰
- 月間サヨナラ賞：1回（2018年5月）

### 記録
初記録
- 初出場：2015年3月27日、対読売ジャイアンツ1回戦（東京ドーム）、7回表に後藤武敏 G.の代走として出場
- 初打席：2015年3月29日、対読売ジャイアンツ3回戦（東京ドーム）、8回表に笠原将生から空振り三振
- 初安打：2015年7月28日、対読売ジャイアンツ14回戦（坊っちゃんスタジアム）、8回表に高木京介から中前安打
- 初打点：同上、9回表に香月良太から右前適時打
- 初先発出場：2015年8月11日、対読売ジャイアンツ17回戦（東京ドーム）、2番・二塁手で先発出場
- 初盗塁：2016年5月8日、対広島東洋カープ8回戦（MAZDA Zoom-Zoom スタジアム広島）、3回表に二盗（投手：福井優也、捕手：磯村嘉孝）
- 初本塁打：2018年6月22日、対中日ドラゴンズ9回戦（ナゴヤドーム）、4回表に吉見一起から右越ソロ

### 背番号
- 38（2015年 - 2020年）
  - 10（2016 WBSC U-23ワールドカップ 日本代表）
- 66（2021年 - 2022年）
- 88（2024年 - ）

### 登場曲
- 「カーニバる?」ナオト・インティライミ（2015年）
- 「FLASH」Perfume（2016年）奇数打席
- 「STAR TRAIN」Perfume（2016年 - 2017年）奇数打席
- 「やってみよう」 WANIMA（2017年）偶数打席
- 「どこまでも〜How Far I'll Go〜」屋比久知奈（2017年 - 2018年）
- 「ヒカリヘ」miwa（2019年）
- 「夜に駆ける」YOASOBI（2020年）
- 「Maria」Hwa Sa（2020年）
- 「レディメイド」Ado（2021年 - ）
- 「ドット〜届きますように〜」［すり金子] （2021年）

### 代表歴
- 2016 WBSC U-23ワールドカップ 日本代表